# Höhlenmausohr
Das Höhlenmausohr (Myotis velifer) ist eine Fledermausart aus der Familie der Glattnasen (Vespertilionidae), welche in Nord- und Zentralamerika beheimatet ist.

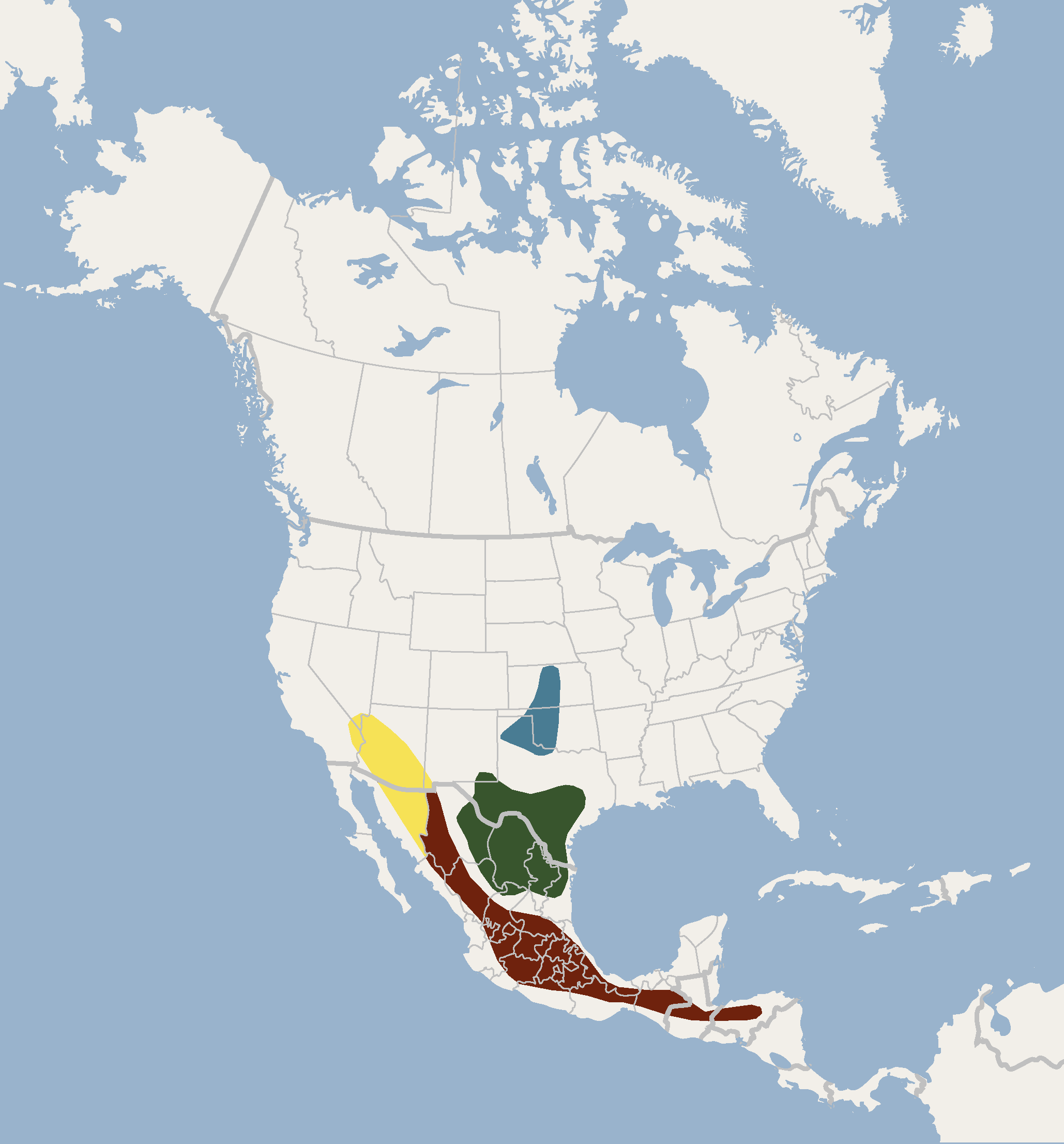
Verbreitung von Myotis velifer mit farblich abgesetzten Unterarten

## Beschreibung
Das Höhlenmausohr ist mit einer Gesamtlänge von durchschnittlich 99,5 mm und einem Gewicht von über 12 g eine der größten Mausohren Nordamerikas. Sie unterscheidet sich morphologisch von M. thysanodes durch einen ausgeprägten Scheitelkamm. Äußerlich betrachtet  besitzt M. velifer zudem im Gegensatz zu M. thysanodes keine Reihe stoppeliger Haare am Rand der Schwanzflughaut. Die Ohren reichen nach vorne gelegt nur bis zur Schnauze und nicht darüber hinaus. Der Unterarm ist mit 35–46 mm länger als der anderer Mausohren Nordamerikas, sowie bei Weibchen länger als bei Männchen (Sexualdimorphismus). Die Fellfarbe variiert zwischen hellbraun und schwarz-braun. In Regionen, in denen die Tiere in Höhlen einer hohen Luftfeuchtigkeit und Ammoniak-Konzentration ausgesetzt sind, kann das Fell ausgebleicht sein.

## Lebensweise
Myotis velifer ist wie die meisten Fledermäuse nachtaktiv und ernährt sich von Insekten, wobei Nachtfalter und Käfer zu der bevorzugten Beute gehören. Die Futtersuche findet während zwei Hauptaktivitätsperioden kurz nach Sonnenuntergang und kurz vor Sonnenaufgang statt. Während einer dieser Perioden kann ein einziges Individuum bis zu 2,7 g Insekten zu sich nehmen und dabei eine Fluggeschwindigkeit von bis zu 24 km/h erreichen.
Das Höhlenmausohr wechselt das Fell analog zur Mauser bei Vögeln einmal pro Jahr, meist im Juli und August. Die Männchen tun dies während die Weibchen noch ihre Jungen aufziehen. Die Weibchen warten mit dem Fellwechsel, bis sie ihre Jungen abgestillt haben. Der gesamte Fellwechsel dauert etwa einen Monat.
Den Tag verbringen die Tiere in Gruppen von bis zu 5.000 Individuen in Höhlen. In ihrem östlichen Verbreitungsgebiet und in Mexiko hält Myotis velifer ebenfalls in Höhlen Winterschlaf. Dabei verbleiben die Populationen in Kansas und Texas in ihrem Gebiet, während die meisten Tiere aus Arizona wahrscheinlich nicht in derselben Region überwintern in der sie ihren Sommer verbringen. Somit gehört das Höhlenmausohr  zu den migrierenden Fledermäusen.
Während des Winterschlafs verlieren die Tiere im Schnitt ein Viertel ihres Körpergewichts. Die Körpertemperatur des Höhlenmausohrs schwankt im Winterschlaf zwischen 1 °C und 10 °C, wobei die Tiere ab und zu aufwachen, um zu urinieren oder sich einen anderen Schlafplatz zu suchen. Myotis velifer gehört zu jenen in Höhlen überwinternden Fledermausarten, die eine hohe Luftfeuchtigkeit und das Vorhandensein von Wasser bevorzugen. So erreichte die gemessene Luftfeuchtigkeit nahe einer Gruppe von in Texas überwinternden Fledermäusen annähernd 100 %. Nebst der hohen Luftfeuchtigkeit bevorzugen die Tiere windstille Ecken, weswegen man Myotis velifer oft in Felsspalten und nicht freihängend findet. Ihr Winterquartier teilt Myotis velifer oft mit anderen Fledermausarten wie der Mexikanischen Bulldoggfledermaus (Tadarida brasiliensis) oder anderen Mausohren wie M. yumanensis.
Zu den bekannten Fressfeinden des Höhlenmausohrs gehören Raufußbussard (Buteo lagopus), Buntfalke (Falco sparverius) und Schleiereule (Tyto alba), sowie Waschbären (Procyon lotor), Streifenskunks (Mephitis mephitis), Katzenfrette (Bassariscus astutus), Graufüchse (Urocyon cinereoargenteus), Kornnattern (Pantherophis guttatus) und Küsten-Lyraschlangen (Trimorphodon biscutatus). Zudem gibt es Beobachtungen, wonach Amerikanische Buschratten (Neotoma micropus) Jungtiere von Myotis velifer erbeuten.

## Fortpflanzung
In der Regel werden Weibchen schon in ihrem ersten, Männchen aber erst im zweiten Lebensjahr geschlechtsreif. Das Höhlenmausohr paart sich im Herbst und eventuell in wachen Phasen während des Winterschlafs. Die Weibchen lagern die Spermien durch den Winter hindurch ein; der Eisprung und die anschließende Befruchtung der Eizelle findet nach dem Winterschlaf im Frühling statt. Kurz vor der Geburt versammeln sich die Weibchen in Kinderstuben unter Brücken, in Gebäuden oder in Höhlen. Die Geburt dauert in etwa 20 Minuten. Die Haut der Neugeborenen ist pink, mit Ausnahme der Flügel, Ohren und des Gesichtes, die eine braune Pigmentierung aufweisen. Der Körper ist dünn mit weißlichem Fell behaart. Mit einem durchschnittlichen Gewicht von 3,0 g wiegen die Neugeborenen etwa ein Viertel der Mutter. Nach 9–10 Wochen erreichen die Jungen das Gewicht eines ausgewachsenen Tieres. Bereits im Alter von 3 Wochen werden erste Flugversuche unternommen, und mit 4 Wochen begeben sich die Jungen auf Futtersuche. Nach etwa 6 Wochen werden die Jungen abgestillt. Solange die Jungen noch nicht selbständig sind, werden sie von den Müttern in der Kinderstube zurückgelassen, während die ausgewachsenen Tiere auf Nahrungssuche gehen.

## Verbreitung und Lebensraum
Das Höhlenmausohr kommt im Norden von Nebraska bis nach Honduras im Süden vor. Die Art bewohnt dabei immergrüne oder Kiefern- beziehungsweise Kiefern-Eichen-Wälder höherer Lagen, ist aber auch in tieferen Lagen in Auengebieten und Regionen mit wüstenartiger Buschvegetation anzutreffen. Ihr Bestand wird von der IUCN  als ungefährdet eingestuft.